# Vespola
Vespola es un  género  de lepidópteros perteneciente a la familia Noctuidae. Es originario de América.

## Especies
- Vespola caeruleifera Walker, 1867
- Vespola plumipes Schaus, 1912
- Vespola similissima Schaus, 1915